# Vohunstvo
Vohunstvo je vojaški izraz, ki označuje vsakakršno dejanje, storjeno s strani posameznika ali organizacije, ki si želi pridobiti tajne ali strogo zaupne podatke (dokumente, stvari,...) brez privolitve lastnika le-teh podatkov. 
Vohunstvo tako poteka prikrito, pri čemer se glede na tip vohunjenja deli na: vojaško in civilno (gospodarsko vohunstvo) vohunstvo; ter glede na način vohunjena pa na: človeško (klasična metoda uporaba vohuna), komunikacijsko (nadzorovanje sovražnikov komunikacijskih naprav), slikovno (uporaba satelitov in zračne fotografije), analitično (analiza zbranih podatkov iz drugih virov),... 